# Jan Erlich
Jan Erlich (ur. 9 stycznia 1947 w Gdyni, zm. 30 sierpnia 1995 w Degerfors) – polski piłkarz, reprezentant Polski, mistrz Polski (1977).

## Kariera sportowa
Był wychowankiem Arki Gdynia, w 1965 debiutował w jej barwach w III lidze. W sezonie 1967/1968 odbywał służbę wojskową, był graczem rezerw Legii Warszawa, następnie II-ligowego Zawiszy Bydgoszcz, pod koniec sezonu 1968/1969 powrócił do Arki, zdobywając z nią awans do II ligi. W kolejnych latach był kapitanem gdyńskiej drużyny. Przed sezonem 1972/1973 chciał odejść do Pogoni Szczecin i nawet trenował z tą drużyną w przerwie wakacyjnej, ostatecznie jeszcze jeden sezon grał w Arce. Na szczeblu drugoligowym wystąpił w 129 spotkaniach, zdobywając 14 bramek. Po sezonie 1972/1973 odszedł do Śląska Wrocław, ale z uwagi na brak zgody Arki na transfer, w barwach wrocławskiej drużyny zagrał dopiero latem 1974 w jednym spotkaniu końcówki sezonu 1973/1974. Przez kolejne trzy sezony był podstawowym graczem Śląska, zdobywając z nim brązowy medal MP (1975), Puchar Polski (1976), mistrzostwo Polski (1977) i wicemistrzostwo Polski (1978). 9 marca 1978 w meczu ze Stalą Mielec został ukarany czerwoną kartką, jako pierwszy gracz Śląska w historii występów w I lidze. Łącznie w ekstraklasie wystąpił w 105 spotkaniach, zdobywając 13 bramek.
W 1978 został zawodnikiem II-ligowej Lechii Gdańsk, grał w niej trzy sezony (do 1981), w meczach ligowych wystąpił łącznie 77 razy, zdobywając 13 bramek. Jego ostatnim klubem był w latach 1981–1983 II-ligowy szwedzki Degerfors IF.

## Reprezentacja Polski
W młodzieżowej reprezentacji Polski wystąpił dwukrotnie (1 x w 1969, 1 x w 1970) jako zawodnik Arki Gdynia, w reprezentacji Polski seniorów wystąpił dwukrotnie w 1977 jako gracz Śląska Wrocław.
| lp. | Data                 | Miejsce   | Przeciwnik | Rezultat | Rozgrywki     | Grał   | Uwagi |
| --- | -------------------- | --------- | ---------- | -------- | ------------- | ------ | ----- |
| 1.  | 7 września 1977      | Wołgograd | ZSRR       | 1-4      | towarzyski    | do 76' |       |
| 2.  | 29 października 1977 | Chorzów   | Portugalia | 1-1      | elim. MŚ 1978 | od 84' |       |